# Tønders vattentorn
Tønders vattentorn är ett tidigare vattentorn i den danska staden Tønder som har inretts till museum för en samling av möbelformgivaren Hans J. Wegners möbler.
Vattentornet byggdes 1902 för att trygga stadens försörjning av dricksvatten under en period då bland annat en tyfusepidemi i Hamburg satte fokus på behovet av rent vatten. Det är 40 meter högt och rymde 250 m³ vatten. Vattentornet ersattes av ett nytt på 1980-talet och man övervägde att riva det gamla. Det räddades dock och efter en donation från A.P. Møller og Hustru Chastine Mc-Kinney Mærsk Møllers Fond til almene Formaal på 10,4 miljoner danska kronor började ombyggnaden till museum. Vattenbehållaren ersattes av en nybyggd ovandel med glasfasader som byggdes på marken och lyftes på plats. Arkitekt för ombyggnaden var Niels Frithiof Truelsen och konsult ingenjör Henry Jensen.
Museet har sju våningar med totalt 37 stolar som Wegner skänkte till hemstaden Tønder som representativa för sin produktion, samt konstruktionsritningar av stolarna. På översta våningen finns ett konferensrum med möbler ritade av Wegner och hans dotter Marianne Wegner varifrån man har utsikt över staden och marsklandet. Överst på tornet finns en vindflöjel med ordet MUSEUM. 
Det är tillåtet att provsitta  stolarna.
Museet invigdes 1995 av drottning Ingrid och skeppsredare Mærsk Mc-Kinney Møller.
Våren 2021 stals hälften av samlingen vid ett inbrott i samband med en renovering av museets fasad. Museiledningen räknar med att stolarna kan ersättas.